# Serie A2 1993-1994 (pallavolo maschile)

La Banca di Sassari F.O.S. Sant'Antioco vincitrice del campionato

La Serie A2 maschile FIPAV 1993-94 fu la 17ª edizione della manifestazione organizzata dalla FIPAV.

## Regolamento
Le 16 squadre partecipanti disputarono un girone unico con partite di andata e ritorno. La prima classificata al termine della regular season fu promossa direttamente in Serie A1, mentre le squadre classificate al 2º e al 3º posto disputarono gli spareggi con l'11ª e la 12ª classificata di A1. Le squadre che terminarono il campionato tra il 13º e il 16º posto retrocessero in Serie B.

## Avvenimenti
Il campionato ebbe inizio il 16 ottobre e si concluse il 20 marzo con la vittoria della Banca di Sassari F.O.S. Sant'Antioco; Piazza Grande Gioia del Colle e Lube Carima Macerata disputarono gli spareggi con la Latte Giglio Reggio Emilia e la Sidis Baker Falconara, poi vinti dalla formazione pugliese.

## Le squadre partecipanti
Le squadre partecipanti furono 16. Bipop Brescia, Lazio Roma e Olio Venturi Spoleto erano le squadre provenienti dalla Serie A1, mentre Montecchio Maggiore, Gividì Brugherio, Lube Carima Macerata e TNT Traco Catania erano le neopromosse dalla B. Alla rinuncia di Mestre sopperì il ripescaggio della Ingram Città di Castello.
| Squadra                              | Stagioni in Serie A2 | Allenatore               | Campo di gioco                     |
| ------------------------------------ | -------------------- | ------------------------ | ---------------------------------- |
| Banca di Sassari F.O.S. Sant'Antioco | 4                    | Radamés Lattari          | PalaRockefeller di Cagliari        |
| Bipop Brescia                        | 6                    | Eduardo Pizzichillo      | Palasport San Filippo di Brescia   |
| Carifano Fano                        | 3                    | Roberto Lobietti         | PalaAllende di Fano, PU            |
| Com Cavi Multimedia Napoli           | 2                    | Luciano Scaggiante       | PalaArgento di Napoli              |
| El Campero Città di Castello         | 6                    | Gabriele Smacchia        | Palasport di Città di Castello, PG |
| Montecchio Maggiore                  | 1                    | Piero Molducci           | Palasport di Vicenza               |
| Gividì Brugherio                     | 4                    | Mario Motta (allenatore) | PalaKennedy di Brugherio, MI       |
| Lazio Roma                           | 3                    | Giancarlo Vassallo       | Palazzetto dello Sport di Roma     |
| Les Copains Ferrara                  | 11                   | Antonio Beccari          | Palasport di Ferrara               |
| Lube Carima Macerata                 | 1                    | Giovanni Rosichini       | PalaFontescodella di Macerata      |
| Moka Rica Forlì                      | 4                    | Raffaele Casadei         | PalaGalassi di Forlì               |
| Olio Venturi Spoleto                 | 3                    | Giuseppe Cuccarini       | PalaRota di Spoleto, PG            |
| Pallavolo Catania                    | 6                    |                          | PalaSpedini di Catania             |
| Piazza Grande Gioia del Colle        | 4                    | Vincenzo Di Pinto        | Palasport di Gioia del Colle, BA   |
| TNT Traco Catania                    | 1                    |                          | PalaTupparello di Acireale, CT     |
| Uliveto Livorno                      | 7                    | Antonio Giacobbe         | PalaMacchia di Livorno             |

### Classifica
| Pos. | Squadra                              | Pt | G  | V  | P  | SV | SP |
| ---- | ------------------------------------ | -- | -- | -- | -- | -- | -- |
| 1.   | Banca di Sassari F.O.S. Sant'Antioco | 50 | 30 | 25 | 5  | 83 | 28 |
| 2.   | Piazza Grande Gioia del Colle        | 46 | 30 | 23 | 7  | 78 | 33 |
| 3.   | Lube Carima Macerata                 | 44 | 30 | 22 | 10 | 72 | 41 |
| 4.   | Com Cavi Multimedia Napoli           | 42 | 30 | 21 | 9  | 72 | 44 |
| 5.   | TNT Traco Catania                    | 38 | 30 | 19 | 11 | 68 | 52 |
| 6.   | Olio Venturi Spoleto                 | 36 | 30 | 18 | 12 | 66 | 53 |
| 7.   | Bipop Brescia                        | 32 | 30 | 16 | 14 | 64 | 54 |
| 8.   | Carifano Fano                        | 30 | 30 | 15 | 15 | 60 | 56 |
| 9.   | Uliveto Livorno                      | 30 | 30 | 15 | 15 | 56 | 57 |
| 10.  | Les Copains Ferrara                  | 28 | 30 | 14 | 16 | 57 | 60 |
| 11.  | Montecchio Maggiore                  | 24 | 30 | 12 | 18 | 51 | 61 |
| 12.  | Pallavolo Catania                    | 22 | 30 | 11 | 19 | 43 | 70 |
| 13.  | Moka Rica Forlì                      | 20 | 30 | 10 | 20 | 43 | 76 |
| 14.  | Lazio Roma                           | 18 | 30 | 9  | 21 | 46 | 72 |
| 15.  | El Campero Città di Castello         | 12 | 30 | 6  | 24 | 28 | 82 |
| 16.  | Gividì Brugherio                     | 8  | 30 | 4  | 26 | 33 | 81 |

| Promossa in Serie A1 | Promossa dopo play-off | Retrocesse in Serie B |

## Risultati

### Tabellone
|                   | Brescia | Brugherio | Catania Pall. | Catania TNT | Città di Castello | Fano | Ferrara | Forlì | Gioia del Colle | Livorno | Macerata | Montecchio | Napoli | Roma | Sant'Antioco | Spoleto |
| ----------------- | ------- | --------- | ------------- | ----------- | ----------------- | ---- | ------- | ----- | --------------- | ------- | -------- | ---------- | ------ | ---- | ------------ | ------- |
| Brescia           | XXX     | 3-0       | 3-0           | 3-1         | 3-0               | 3-0  | 2-3     | 3-1   | 3-1             | 3-2     | 3-0      | 3-2        | 1-3    | 3-2  | 0-3          | 2-3     |
| Brugherio         | 0-3     | XXX       | 0-3           | 2-3         | 2-3               | 3-1  | 2-3     | 3-1   | 1-3             | 1-3     | 0-3      | 3-1        | 3-0    | 1-3  | 0-3          | 0-3     |
| Catania Pall.     | 1-3     | 3-2       | XXX           | 2-3         | 1-3               | 3-0  | 0-3     | 3-2   | 1-3             | 3-0     | 3-1      | 3-1        | 1-3    | 3-2  | 0-3          | 3-1     |
| Catania TNT       | 3-1     | 3-1       | 2-3           | XXX         | 3-0               | 3-0  | 3-0     | 3-1   | 3-2             | 3-0     | 0-3      | 3-1        | 3-0    | 3-0  | 1-3          | 3-1     |
| Città di Castello | 1-3     | 3-1       | 3-2           | 3-2         | XXX               | 0-3  | 2-3     | 2-3   | 0-3             | 2-3     | 0-3      | 0-3        | 0-3    | 3-2  | 0-3          | 1-3     |
| Fano              | 3-1     | 3-1       | 3-0           | 2-3         | 3-0               | XXX  | 3-1     | 3-0   | 2-3             | 1-3     | 3-0      | 3-1        | 3-1    | 3-1  | 0-3          | 3-0     |
| Ferrara           | 3-1     | 3-1       | 3-0           | 1-3         | 3-1               | 3-1  | XXX     | 2-3   | 1-3             | 3-1     | 2-3      | 1-3        | 1-3    | 3-0  | 2-3          | 3-0     |
| Forlì             | 1-3     | 3-2       | 3-1           | 3-2         | 3-0               | 2-3  | 1-3     | XXX   | 3-1             | 1-3     | 0-3      | 3-2        | 1-3    | 3-2  | 0-3          | 3-2     |
| Gioia del Colle   | 3-0     | 3-0       | 3-0           | 3-0         | 3-0               | 3-2  | 3-0     | 3-0   | XXX             | 3-0     | 3-1      | 3-0        | 3-1    | 3-1  | 2-3          | 3-0     |
| Livorno           | 0-3     | 3-0       | 3-1           | 3-0         | 3-0               | 3-1  | 3-1     | 3-0   | 0-3             | XXX     | 3-0      | 3-0        | 2-3    | 3-2  | 3-2          | 2-3     |
| Macerata          | 3-2     | 3-0       | 3-0           | 3-1         | 3-0               | 3-1  | 3-1     | 3-0   | 3-2             | 3-2     | XXX      | 3-0        | 3-0    | 3-0  | 3-1          | 3-2     |
| Montecchio        | 3-2     | 3-1       | 3-0           | 3-0         | 3-0               | 1-3  | 3-0     | 3-0   | 1-3             | 3-0     | 3-1      | XXX        | 1-3    | 2-3  | 1-3          | 1-3     |
| Napoli            | 3-2     | 3-0       | 2-3           | 3-2         | 3-0               | 3-1  | 3-0     | 3-1   | 1-3             | 3-0     | 3-1      | 3-0        | XXX    | 3-0  | 3-2          | 3-1     |
| Roma              | 3-1     | 3-2       | 3-0           | 2-3         | 3-0               | 3-2  | 0-3     | 3-0   | 0-3             | 3-1     | 2-3      | 2-3        | 0-3    | XXX  | 1-3          | 0-3     |
| Sant'Antioco      | 3-0     | 3-0       | 3-0           | 1-3         | 3-1               | 3-1  | 3-0     | 3-0   | 3-0             | 3-0     | 3-2      | 3-0        | 3-2    | 3-0  | XXX          | 3-0     |
| Spoleto           | 3-1     | 3-1       | 3-0           | 2-3         | 3-0               | 2-3  | 3-2     | 3-1   | 3-1             | 3-1     | 1-3      | 3-0        | 3-2    | 3-0  | 3-2          | XXX     |